# 多刺管吻海龍
多刺管吻海龍（学名：Hypselognathus horridus），为輻鰭魚綱棘背魚目海龍魚科的其中一種，分布於澳洲大堡礁海域，棲息深度40-55公尺，體長可達27.3公分，棲息在大陸棚，卵胎生。